# Orendain
Orendain é um município da Espanha na província de Guipúscoa, comunidade autónoma do País Basco, de área 5,95 km² com população de 175 habitantes (2007) e densidade populacional de 25,35 hab/km².

## Demografia
| Variação demográfica do município entre 1991 e 2004 | Variação demográfica do município entre 1991 e 2004 | Variação demográfica do município entre 1991 e 2004 | Variação demográfica do município entre 1991 e 2004 |
| --------------------------------------------------- | --------------------------------------------------- | --------------------------------------------------- | --------------------------------------------------- |
| 1991                                                | 1996                                                | 2001                                                | 2004                                                |
| 170                                                 | 156                                                 | 143                                                 | 162                                                 |